# Laraki Fulgura
Laraki Fulgura – supersamochód zaprojektowany przez marokańską firmę Laraki. Został zbudowany na bazie Lamborghini Diablo z 1991 roku. Do napędu użyto silnika V8 produkcji Mercedes-Benz oraz silnika V12. Moc przenoszona była na oś tylną. Auto posiadało 6-biegową skrzynię biegów. Konstrukcja auta opierała się na ramie rurowej ze stali, natomiast elementy nadwozia wykonane zostały z aluminium i włókna węglowego. W aucie zamontowano opony 245/35 ZR 19 z przodu oraz 335/25 ZR 19 z tyłu, a na nich założono felgi 19", natomiast hamulce to wentylowane tarcze. Zbudowano dwa prototypy: w kolorze żółtym i srebrnym.

## Dane techniczne

### Silnik (Fulgura 2002 5,4)
- V8 5,4 l (5439 cm³), 3 zawory na cylinder, SOHC
- Producent: Mercedes-Benz
- Średnica × skok tłoka: 97,00 mm x 92,00 mm
- Stopień sprężania: 9,00:1
- Moc maksymalna: 599 KM (440,7 kW) przy 6300 obr./min
- Maksymalny moment obrotowy: 730 N•m przy 2400-4800 obr./min

### Osiągi
- Przyspieszenie 0-100 km/h: 3,8 s
- Prędkość maksymalna: 330 km/h

### Silnik (Fulgura 2005 6,0)
- V12 6,0 l (6000 cm³)
- Moc maksymalna: 680 KM (500,4 kW)
- Maksymalny moment obrotowy: 750 N•m

### Osiągi
- Przyspieszenie 0-100 km/h: 4,5 s
- Prędkość maksymalna: 350 km/h